# Praha-Horní Počernice
Praha-Horní Počernice egy csehországi vasútállomás, Prágában.

## Megközelítés helyi közlekedéssel
- Busz:  209, 221, 273, 303, 304, 344, 353, 354, 398, 912
- Vonat:   S2   S22   S9

## Vasútvonalak
Az állomást az alábbi vasútvonalak érintik:
- Prága–Lysá nad Labem–Kolín-vasútvonal

## Szomszédos állomások
A vasútállomáshoz az alábbi állomások vannak a legközelebb:
- Praha-Vysočany
- Zeleneč